# Aldabrinus floridanus
Espèce
Aldabrinus floridanus est une espèce de pseudoscorpions de la famille des Garypinidae.

## Distribution
Cette espèce est endémique de Floride aux États-Unis. Elle se rencontre sur Key Largo dans le comté de Monroe.

## Description
La femelle holotype mesure 3,07 mm.

## Étymologie
Son nom d'espèce  lui a été donné en référence au lieu de sa découverte, la Floride.

## Publication originale
- Muchmore, 1974 : Pseudoscorpions from Florida. 1. The genus Aldabrinus (Pseudoscorpionida: Olpiidae). Florida Entomologist, vol. 57, p. 1-7 (texte intégral).